# 트랜스링크 (밴쿠버)
트랜스링크(TransLink, 공식명칭은 Greater Vancouver Transportation Authority)은 캐나다 브리티시컬럼비아에 있는 그레이터 밴쿠버 지역에서 교통 서비스를 제공하는 회사이다.